# Dall'alto dell'Apostolico Seggio
Dall'alto dell'Apostolico Seggio (in latino: Ab apostolici Solii celsitudine) è un'enciclica antimassonica di papa Leone XIII, datata 15 ottobre 1890, scritta all'Episcopato e ai fedeli d'Italia, ed interamente dedicata alla Massoneria e ai suoi pericoli.
Si occupava della Massoneria in Italia, condannando il corso contemporaneo degli affari pubblici in questa nazione in quanto attuavano il "programma massonico", che prevedeva un "odio mortale per la Chiesa", l'abolizione dell'insegnamento religioso nelle scuole e l'assoluta indipendenza della società civile dalla sfera clericale.

## Contenuto

### Scopo dell'enciclica
Nelle sue encicliche Humanum genus e Sapientiae christianae, il Papa e i suoi predecessori avevano già colto l'occasione per esporre i fatti e gli sviluppi che, secondo il documento, erano innegabilmente presenti. Non era quindi necessario nemmeno tentare la conversione della Massoneria al pentimento, poiché essa aveva già assunto lo spirito di Satana con le sue attività e quindi era diventata uno strumento del demonio. Con questa lettera si deve riprendere la lotta per la difesa della religione cattolica.

### La situazione in Italia
"Dall'alto della Sede Apostolica", egli fu nominato Papa, per opera della divina provvidenza, per salvare la nazione italiana. Il male in questa nazione era la minaccia alla fede rappresentata dalla Massoneria ed era responsabilità del clero prendere parte alla "lotta" e opporsi al "male" con tutto il potere a loro disposizione. I cristiani cattolici, in particolare tutti i vescovi, il clero e la popolazione italiana erano chiamati a fare la guardia contro questo cambiamento. Fatto nuovo e notevole, il Papa si rivolse anche esplicitamente ai fedeli italiani, facendo riferimento agli sviluppi socio-politici e invitandoli ad "amare il proprio Paese".

### Contro la Massoneria
Alla luce dei fatti e delle dichiarazioni del "programma massonico", mette in guardia l'Italia dalla realizzazione di questo movimento e chiede lo scioglimento di questa setta. Descrive i massoni come anticristiani e nemici. Vedeva ridursi le prospettive future della religione in Italia e temeva il loro strapotere acquisito col programma massonico. Per questo, fa appello a tutti i poteri della Sede Apostolica per evitare danni alla religione e all'Italia.

### Sulla necessità della religione
Nelle sue osservazioni, spiega che una società senza religione è controversa, persino inutile, perché essa manca di moralità, onore e forza. Senza religione, la società non ha alcun senso del valore, sia nella vita privata che in quella politica generale. Il fondamento della società è costituito dalla famiglia da cui nascono la vita, la crescita della società e le sue migliori energie. La religione è lo stabilizzatore dello Stato, perché la prosperità del popolo deriva da Dio e dalla sua benedizione. In generale, è la religione che regola il rapporto tra marito e moglie e stabilisce l'origine dell'amore tra genitori e figli. Il Papa mette in guardia dal rischio che l'Italia perda la sua religione e quindi le fondamenta divine della nazione.

### Sui pericoli del socialismo
Un altro pericolo per la società è il movimento socialista, che potrebbe portare all'abolizione delle sue fondamenta. Anche l'Italia era minacciata da questo pericolo, poiché il socialismo stava cercando di raggiungere i fedeli strumentalizzando la Santa Chiesa. Tuttavia, l'energia della religione cristiana e la verità del Vangelo avrebbero sviluppato forze efficaci contro coloro che erano senza legge, forze che avrebbero impedito l'emergere della sovversione e del disordine. Il Pontefice descrisse la diffusione del socialismo come una guerra contro la religione, che stava sviluppandosi come un elemento di distruzione contro il Papa e il popolo italiano.